# Холидей, Томас
Томас Холидей (англ. Thomas Holiday; в некоторых источниках Метьюз (Матвей) Галлидей; 1735 — в 1780-х гг.) — английский медик, врач, практиковавший в Российской империи, доктор медицины, предприниматель, основатель собственного торгового дома.

## Биография
Томас Холидей родился в 1735 году. Служил врачом при канцлере графе Михаиле Илларионовиче Воронцове и в 1764 году сопровождал его в поездке за границу.
После смерти канцлера вдова его подарила Холидею из библиотеки мужа более 200 книг по медицине и физике, которые в то время стоили целого состояния.
Затем он служил в Санкт-Петербургском оспенном доме. В октябре 1771 года, во время эпидемии чумы, был командирован в Москву.
В 1787 году прививал оспу Великим Княжнам Александре Павловне, Марии Павловне и Елене Павловне. Высочайшим указом 14 мая 1799 года пожалован в 5-й класс «за усердные труды при привитии оспы» Великому Князю Николаю Павловичу и Великой Княгине Анне Павловне.
Занявшись коммерцией, основал торговый дом и купил соседний с Васильевским остров в дельте Невы (ныне находится на территории Василеостровского района города Санкт-Петербурга), который с 1755 года остров носил имя Галладай, по имени владельца, а затем вплоть до 1926 года назывался Голодай — искаженный вариант имени владельца, которое, по всей видимости, дали ему в начале XVIII века голодавшие крестьяне — строители города, жившие здесь в землянках и бараках.
Томас Холидей умер в 1780-х годах.
Его сын Вильям (в русскоязычных источниках Василий Матвеевич Галлидей; 1759—1825) пошёл по стопам отца и тоже стал медиком выдержав экзамен на степень доктора медицины.